# Landtagswahlkreis Salzburg-Umgebung
Der Wahlbezirk Salzburg-Umgebung (Wahlbezirk 3) ist ein Wahlkreis in Salzburg, der den politischen Bezirk Salzburg-Umgebung (Flachgau) umfasst. Bei der Wahl 2013 zum Salzburger Landtag waren im Wahlkreis Salzburg-Umgebung 110.081 Personen wahlberechtigt, wobei bei der Wahl die Österreichische Volkspartei (ÖVP) mit 30,8 % als stärkste Partei hervorging. Neben der ÖVP, die drei der zehn möglichen Grundmandate im Wahlkreis erzielte, erreichten auch Die Grünen – Die Grüne Alternative zwei Grundmandate, die Sozialdemokratische Partei Österreichs (SPÖ) und die Freiheitliche Partei Österreichs (FPÖ) kamen auf je ein Grundmandat.

## Geschichte

### Monarchie
Wahlbezirke für die neuen gewählten Landtage wurden im Kaisertum Österreich für das Kronlandes Herzogtum Salzburg mit dem Oktoberdiplom 1860 eingerichtet, als Salzburg ein neues Landestatut bekam, und wurden mit dem Februarpatent 1861 für alle Kronländer neu verordnet.
Dabei hatte der Landtag im Herzogthum Salzburg insgesamt 26 (ursprünglich 20) Sitze (Abgeordnete), unter anderen 10 Vertreter der  Städte und Märkte  (Wahlgruppe II, ursprünglich 5) und 8 der Landgemeinden  (Wahlgruppe III, ursprünglich 9).
Für das Umland Salzburg waren vorgesehen:
- Wahlbezirk Neumarkt, Wahlgruppe II:  Neumarkt, Seekirchen, Straßwalchen, Oberndorf – 1 Abgeordneter[6] (ursprünglich 2)[7]
- Wahlbezirk  Salzburg (Umgebung), Wahlgruppe III: politische Bezirke  Salzburg (Umgebung),  Neumarkt, Hallein,  Oberndorf, Mattsee,  Thalgau, Golling, Abtenau, St. Gilgen – 3 Abgeordnete (der Wahlbezirk umfasste also Flachgau und Tennengau, ursprünglich Salzburg (Umgebung), Hallein/Golling/Abtenau,  Oberndorf/Mattsee sowie  Neumarkt/Thalgau/St. Gilgen  je ein Wahlbezirk)[8]

Ursprünglich war das Kollegiatstift Mattsee mit einer Virilstimme vorgesehen, was 1861 verworfen wurde.

### Republik
Ursprünglich bestand dann im Bundesland Salzburg der Republik Österreich bei Landtagswahlen lediglich ein Wahlkreis. Nachdem die burgenländische Landtagswahl 1977 beim Verfassungsgerichtshof angefochten worden war, erkannte der Verfassungsgerichtshof, dass die Nennung von „Wahlkreisen“ im Artikel 26 des Bundes-Verfassungsgesetzes, also im Plural, dahingehend auszulegen sein, dass mindestens zwei Wahlkreise pro Bundesland bestehen müssen. In der Folge änderten die betroffenen Bundesländer Kärnten, Salzburg und das Burgenland ihre Landtagswahlordnungen. Das Land Salzburg vollzog die notwendige Adaptierung mit der am 27. September beschlossenen Landtagswahlordnung 1978, die das Land Salzburg in sechs Wahlkreise unterteilte. Der Bezirk Salzburg-Umgebung bildete dabei einen eigenen Wahlkreis.
Der Landtagswahlkreis Salzburg wird seit seiner Schaffung von der ÖVP dominiert. Nachdem die ÖVP bei der Wahl 1984 mit 56,6 % noch die absolute Mehrheit erzielt hatte, sank ihr Stimmenanteil jedoch sukzessive. Auch die Zahl der Grundmandate reduzierte sich trotz steigender Gesamtzahl von vier auf drei Mandate. Zuletzt kam die ÖVP 2013 nur noch auf 30,8 %. Den zweiten Platz im Wahlkreis belegte fast durchgehend die SPÖ. Diese kam zunächst auf 21 bis 28 %, bevor sie 2004 mit 40,1 % ihr bestes Ergebnis erreichte und nur noch knapp hinter der ÖVP lag. Auf Grund ihrer darauf folgenden, sukzessiven Verluste erreichte die SPÖ jedoch 2013 nur noch den dritten Platz. Die FPÖ kam bei den Landtagswahlen im Wahlkreis meist auf den dritten Platz, wobei sie 1999 mit rund 20 % ihren Höchststand erreichte. 2004 und 2013 wurde die FPÖ jedoch nur noch viertstärkste Kraft im Wahlkreis. Die Grünen, die im Wahlkreis zunächst nur zwischen 6 und 9 % erreichen konnten, stießen 2013 mit 22,7 % überraschend auf den zweiten Platz vor und erzielten zwei Grundmandate, nachdem sie zuvor noch nie ein Grundmandat erreicht hatten. Das Team Stronach, das 2013 auf 8,9 % kam, verfehlte hingegen ein Grundmandat.

## Wahlergebnisse
| Landtagswahlen im Wahlkreis Salzburg-Umgebung | Landtagswahlen im Wahlkreis Salzburg-Umgebung | Landtagswahlen im Wahlkreis Salzburg-Umgebung | Landtagswahlen im Wahlkreis Salzburg-Umgebung | Landtagswahlen im Wahlkreis Salzburg-Umgebung | Landtagswahlen im Wahlkreis Salzburg-Umgebung | Landtagswahlen im Wahlkreis Salzburg-Umgebung | Landtagswahlen im Wahlkreis Salzburg-Umgebung | Landtagswahlen im Wahlkreis Salzburg-Umgebung |
| --------------------------------------------- | --------------------------------------------- | --------------------------------------------- | --------------------------------------------- | --------------------------------------------- | --------------------------------------------- | --------------------------------------------- | --------------------------------------------- | --------------------------------------------- |
| Wahltermin                                    | GM                                            |                                               | SPÖ                                           | ÖVP                                           | FPÖ                                           | GRÜNE                                         | KPÖ                                           | Sonstige                                      |
| 25. März 1984                                 |                                               | Stimmenanteile (%)                            | 27,42                                         | 56,64                                         | 10,44                                         | -                                             |                                               | 5,50                                          |
| 25. März 1984                                 | 8                                             | Grundmandate                                  | 2                                             | 4                                             | 0                                             | -                                             | -                                             | 0                                             |
| 12. März 1989                                 |                                               | Stimmenanteile (%)                            | 24,70                                         | 49,79                                         | 17,61                                         | 5,94                                          |                                               | 1,96                                          |
| 12. März 1989                                 | 8                                             | Grundmandate                                  | 1                                             | 3                                             | 1                                             | 0                                             | -                                             | 0                                             |
| 13. März 1994                                 |                                               | Stimmenanteile (%)                            | 20,79                                         | 43,87                                         | 19,23                                         | 6,90                                          |                                               | 9,20                                          |
| 13. März 1994                                 | 9                                             | Grundmandate                                  | 1                                             | 3                                             | 1                                             | 0                                             | -                                             | 0                                             |
| 7. März 1999                                  |                                               | Stimmenanteile (%)                            | 27,81                                         | 42,46                                         | 19,95                                         | 5,74                                          |                                               | 4,04                                          |
| 7. März 1999                                  | 9                                             | Grundmandate                                  | 2                                             | 3                                             | 1                                             | 0                                             | -                                             | 0                                             |
| 7. März 2004                                  |                                               | Stimmenanteile (%)                            | 40,90                                         | 42,25                                         | 8,22                                          | 8,64                                          |                                               | -                                             |
| 7. März 2004                                  | 10                                            | Grundmandate                                  | 4                                             | 4                                             | 0                                             | 0                                             | -                                             | -                                             |
| 1. März 2009                                  |                                               | Stimmenanteile (%)                            | 34,78                                         | 40,14                                         | 12,95                                         | 7,86                                          | -                                             | 4,26                                          |
| 1. März 2009                                  | 10                                            | Grundmandate                                  | 3                                             | 4                                             | 1                                             | 0                                             | -                                             | 0                                             |
| 5. Mai 2013                                   |                                               | Stimmenanteile (%)                            | 19,35                                         | 30,84                                         | 16,02                                         | 22,74                                         | -                                             | 11,04                                         |
| 5. Mai 2013                                   | 10                                            | Grundmandate                                  | 1                                             | 3                                             | 1                                             | 2                                             | -                                             | 0                                             |
| 22. April 2018                                |                                               | Stimmenanteile (%)                            | 16,8                                          | 39,5                                          | 20,6                                          | 9,5                                           | 0,5                                           | 12,9                                          |
| 22. April 2018                                | 10                                            | Grundmandate                                  | 1                                             | 3                                             | 2                                             | 0                                             | 0                                             | 0                                             |
| 23. April 2023                                |                                               | Stimmenanteile (%)                            | 15,5                                          | 31,2                                          | 25,9                                          | 9,4                                           | 11,2                                          | 6,7                                           |
| 23. April 2023                                | 10                                            | Grundmandate                                  | 1                                             | 3                                             | 2                                             | 0                                             | 1                                             | 0                                             |